# Матей Халуш
Матей Халуш (чеськ. Matěj Chaluš, нар. 2 лютого 1998, Прага, Чехія) — чеський футболіст, центральний захисник шведського клубу «Мальме», який на умовах оренди виступає за «Слован» (Ліберець).

## Клубна кар'єра
Матей Халуш народився у місті Прага і займатися футболом починав в академії столичного клубу «Спарта». Згодом він перебрався до молодіжного складу клубу «Пржибрам», у складі якого він і дебютував на дорослому рівні восени 2015 року.
У 2017 році Матей перейшов до столичної «Славія» але в основі команди не провів жодного матчу. А свою кар'єру продовжив, граючи в оренді у клубах «Млада Болеслав» та «Пржибрам». Влітку 2019 року Халуш перейшов до «Слована» (Ліберець).
У лютому 2022 року на правах вільного агента Халуш підписав контракт з шведським «Мальме».

## Збірна
З 2014 року Матей Халуш є гравцем юнацьких та молодіжної збірних Чехії. У 2015 році він брав участь у юнацьких першостях Європи (U-17) у Болгарії та (U-19) у Грузії, де юнацька збірна Чехії виборола бронзові нагороди.

## Титули і досягнення
- Володар Кубка Швеції (1):

«Мальме»: 2021-22